# Godów (gmina)
Godów – gmina wiejska w Polsce położona w województwie śląskim, w powiecie wodzisławskim. 
W latach 1975–1998 gmina administracyjnie należała do województwa katowickiego. Historycznie teren gminy Godów należy do ziemi wodzisławskiej położonej na Górnym Śląsku.
Siedziba gminy to Godów.
Według danych z 31.12.2023 gminę zamieszkuje 13539 osób.

## Położenie
Gmina Godów położona jest w południowo-zachodniej części województwa śląskiego w powiecie wodzisławskim i jest jednocześnie najbardziej wysuniętą na południe gminą powiatu wodzisławskiego.
Od zachodu graniczy z gminą Gorzyce, od północy sąsiaduje z miastem Wodzisław Śląski i gminą Mszana, od wschodu z miastem Jastrzębie-Zdrój, zaś wzdłuż całej południowej granicy gminy przebiega granica państwa z Czechami. W skład gminy wchodzi siedem sołectw: Godów, Gołkowice, Krostoszowice, Łaziska, Podbucze, Skrbeńsko i Skrzyszów, obejmujących powierzchnię 38,08 km2 i zamieszkiwanych przez ponad 13 tys. mieszkańców.
Gmina Godów posiada korzystną pozycję strategiczną ze względu na sąsiedztwo z Czechami, bliskość takich miast jak Rybnik, Wodzisław Śląski i Jastrzębie-Zdrój, a także ze względu na przebiegającą przez gminę autostradę A1 z węzłem w Łaziskach. Odległość dzieląca gminę od stolicy województwa śląskiego – Katowic – to niecałe 65 km.
Geograficznie Gmina Godów należy do Wyżyny Śląskiej, a w jej obrębie do Płaskowyżu Rybnickiego. Teren gminy jest pagórkowaty, poprzecinany malowniczymi dolinami czterech rzek: Olzy, Leśnicy, Szotkówki i Piotrówki.
Godów jest gminą odznaczającą się wysokim udziałem terenów o wartościach przyrodniczych, na które składają się m. in. urozmaicona rzeźba terenu, wysokie walory przyrodnicze i estetyczne dolin rzecznych oraz mniejszych cieków stałych i okresowych, a także bogactwo szaty roślinnej. W parkach podworskich w Łaziskach i Godowie występuje liczne starodrzewie. Sołectwa poprzecinane są licznymi drogami i ścieżkami biegnącymi wśród zieleni do uroczych miejsc i zakątków.
Do atrakcyjnych pod względem krajobrazowym i przyrodniczym terenów należą m. in. jar w Gołkowicach, las w Żabkowie,  środowisko wodne w dolinie Olzy w Łaziskach, uroczysko w obrębie lasu przy granicy z Czechami w Łaziskach, fragment doliny rzeki Leśnicy oraz zadrzewione wzgórze w Podbuczu.
Gmina należy do Euroregionu Śląsk Cieszyński, mimo iż nie leży w granicach historycznych Śląska Cieszyńskiego.

## Struktura powierzchni
Według danych z roku 2023 gmina Godów ma obszar 38,08 km².
Struktura użytkowania gruntów na terenie gminy Godów wskazuje zdecydowanie na jej typowo rolny charakter. Ogółem grunty rolne zajmują ponad 68,4% powierzchni gminy, w tym grunty rolne uprawne stanowią 51,7% ogółu powierzchni. Powierzchnie leśne i zalesienia stanowią 12,1% powierzchni gminy, tereny zabudowane niecałe 17%, nieużytki nieco ponad 1,1%, wody prawie 1%, zaś pozostałe grunty 0,6%
Gmina stanowi 13,23% powierzchni powiatu.

## Demografia
Dane z 31.12.2023:
| Opis      | Ogółem | Ogółem | Kobiety | Kobiety | Mężczyźni | Mężczyźni |
| --------- | ------ | ------ | ------- | ------- | --------- | --------- |
| jednostka | osób   | %      | osób    | %       | osób      | %         |
| populacja | 13 539 | 100%   | 6963    | 51,43%  | 6576      | 48,57%    |

- Ludność w 2022 roku według płci i wieku[1]

## Infrastruktura
Wg stanu na 31.12.2023 r. Gmina zarządza siecią dróg publicznych o łącznej długości 82,20 km oraz drogami wewnętrznymi o łącznej długości 25,9 km.
Przez teren gminy przebiegają drogi powiatowe o łącznej długości 26,6 km oraz autostrada A 1 odcinek 6,0 km.

## Miejscowości
W skład gminy Godów wchodzą sołectwa:
- Godów
- Gołkowice
- Krostoszowice
- Łaziska
- Skrzyszów
- Skrbeńsko
- Podbucze

## Sąsiednie gminy
Gorzyce, Jastrzębie-Zdrój, Mszana, Wodzisław Śląski. Gmina sąsiaduje z Republiką Czeską.

## Gminy partnerskie
Gmina Godów posiada trzy gminy partnerskie:
- Stare Miasto (PL);
- Petrovice u Karvine (CZ);
- Dolna Lutynia (CZ).

Umowę o współpracy przygranicznej z gminą Petrovice u Karvine podpisano w 1995 roku, z Dolną Lutynią w 2003 roku, z kolei z gminą Stare Miasto w 2009 roku.
Gmina Godów podpisała także w 2013 roku list intencyjny dotyczący współpracy ponadnarodowej z gminą Petropavlivska Borshchahivka z Ukrainy, a w 2019 roku list intencyjny dotyczący współpracy z Gminą Dźwierzuty. Dodatkowo poprzez gminę Stare Miasto, nasza gmina nawiązała współpracę z miastem Mittenwalde z Niemiec.

## Urodzeni w gminie Godów
- Marian Dziędziel
- Franciszek Pieczka